# Union nationale des évadés de guerre
L'Union nationale des évadés de guerre (UNEG) a été créée en 1925. Elle est issue de l'Amicale des évadés de guerre, association fondée en 1917, par l'aviateur et évadé de guerre Roland Garros et par le commandant Goÿs de Mazérieux, créateur de l’aviation de bombardement.
Elle est à l'origine de la création de la médaille des évadés en 1926. En 1928, elle est reconnue d’utilité publique par décret du 28 décembre 1928.
En 1946, elle intègre en son sein l'Association nationale des prisonniers de guerre réfractaires et évadés, ainsi que l'Association des évadés d'Allemagne.
L'objet de l'association est « de grouper tous ceux qui, prisonniers de l'ennemi, ont fait acte d'évasion ainsi que ceux se trouvant sous la domination ennemie qui ont quitté le sol national au péril de leur vie pour rejoindre les forces alliées combattantes... ».
En 1960, l'association a créé la médaille des Passeurs, destinée à récompenser « ...ceux qui ont facilité ou aidé au péril de leur vie les évadés de guerre sur le chemin de la liberté ».
L’association prend le nom Union nationale des évadés de guerre et passeurs. 
L’UNEG avait son siège national à Paris et était organisée en bureau dans chaque département.
Elle est dissoute en décembre 2004.

## Publications
- Revue L’Évadé, 662 numéros.
- Livre d'Or des Évadés de Guerre 1914-1918, 1870-1871 ; UNEG, Les Imprimeries techniques, Paris, 1937, 217 pages, lettres A à G
- Annuaire : 1914-1918, 1939-1945 - UNEG, Paris, 1961
- Sigismond, Des prisonniers de guerre vendéens évadés jusqu'aux Carpates : Les combats en Slovaquie d'un bataillon d'évadés, Ed. de la Section Vendée de l'Union Nationale des Evadés de guerre, 1979 - 187 pages

## Sources
Symboles et Traditions, n° 85, janvier 1978